# Relació reflexiva
En matemàtiques, una relació reflexiva és una relació binària sobre un conjunt per la qual cada un dels seus elements està relacionat amb si mateix. En altres paraules, una relació ~ sobre un conjunt S és reflexiva quan x ~ x per totes les x de S; formalment: quan es compleix que ∀x∈S: x~x. Un exemple de relació reflexiva és la relació d'igualtat sobre el conjunt de nombres reals, ja que cada nombre real és igual a si mateix. Es diu que una relació reflexiva té la propietat reflexiva o que té reflexivitat.
Es diu que una relació binària és irreflexiva quan cap element està relacionat amb si mateix. N'és un exemple la relació de «major que» (x>y) sobre els reals. Noti's que no totes les relacions que no són reflexives són irreflexives: és possible definir una relació sobre un conjunt en què alguns dels elements estan relacionats amb si mateixos però d'altres no.